# Skrynkellav
Skrynkellav (Parmelia sulcata) är en gråvit lav som främst växer på bark av lövträd, men som ibland även kan växa på sten. I Sverige är den en allmänt förekommande lav som kan hittas i hela landet. Den är relativt tålig mot luftföroreningar och kan växa även inne i städer. 

## Beskrivning
Skrynkellaven är en bladlav och har lober som kan bli 5 millimeter breda. Ett kännetecken för laven är att det på lobernas yta finns åsar som bildar ett nätformigt mönster. Detta har gett laven dess svenska namn, då dess lober utifrån denna egenskap kan beskrivas som lite skrynkliga. På dessa åsar och längs lobkanterna utvecklas så småningom soral, områden där soredier (vegetativa förökningskroppar för asexuell förökning) bildas. Det är dock sällan skrynkellav bildar apotecier.